# Kisnána
Kisnána is een plaats (község) en gemeente in het Hongaarse comitaat Heves. Kisnána telt 1114 inwoners (2002).